# Rudolf-Leuckart-Medaille
Die Rudolf-Leuckart-Medaille ist eine Ehrenmedaille, die im Gedenken an den Begründer der Parasitologie Rudolf Leuckart alljährlich von der Deutschen Gesellschaft für Parasitologie (DGP) an Forscher vergeben wird, die sich durch bedeutende Arbeiten in dem Gebiet der Parasitologie auszeichnen. Die Medaille wurde von Gießener Zoologen zum Andenken an Rudolf Leuckart gestiftet. Der Satzung entsprechend gehört dem Kuratoriumsvorstand immer ein Gießener Parasitologe oder Zoologe an.

## Preisträger
Die Medaille wurde zum ersten Mal 1974 anlässlich des 3. Internationalen Kongresses für Parasitologie in München an folgende sechs Forscher verliehen:
- Robert-Philippe Dollfus (Frankreich)
- P. C. C. Garnham (England)
- Rudolf Geigy (Schweiz)
- Georg Poljanski (Russland)
- Horace Wesley Stunkard (USA)
- Pieter H. van Thiel (Niederlande)

In den folgenden Jahren wurden folgende Personen mit der Leuckart-Medaille geehrt:
- 1980: Wallace Peters (London, Vereinigtes Königreich)
- 1982: Raymond Millard Cable (Indiana, USA), William Trager (New York, USA), Jaroslav Weiser (Prag, Tschechien)
- 1984: Sheila Willmott (Albans, Vereinigtes Königreich)
- 1986: Karl Enigk (Hannover, Deutschland), Rudolf Supperer (Wien, Österreich)
- 1987: Leonard J. Bruce-Chwatt (London, England)
- 1992: Gerhard Piekarski (Bonn, Deutschland)
- 1996: Johannes Eckert (Zürich, Schweiz)
- 2000: Theodor Hiepe (Berlin, Deutschland)
- 2002: Martin Röllinghoff (Erlangen, Deutschland), Michael Rommel (Hannover, Deutschland)
- 2004: Heinz Mehlhorn (Düsseldorf, Deutschland)
- 2006: Horst Aspöck (Wien, Österreich)
- 2008: John Boothroyd (Stanford, USA)
- 2010: Katja Becker (Gießen, Deutschland)
- 2012: Richard Lucius (Berlin, Deutschland)
- 2014: Klaus Lingelbach (Marburg, Deutschland)
- 2016: Heidrun Moll (Würzburg, Deutschland)
- 2018: Paul Selzer (Ingelheim, Deutschland)
- 2021: Rick Maizels (Glasgow, Vereinigtes Königreich)
- 2022: Michael Lanzer (Heidelberg, Deutschland)